# Лядова (Жмеринський район)
Лядо́ва — село в Україні, у Барській міській громаді Жмеринського району Вінницької області.

## Історія
Під час другого голодомору у 1932–1933 роках, проведеного радянською владою, загинуло 6 осіб.
12 червня 2020 року, відповідно до Розпорядження Кабінету Міністрів України № 707-р «Про визначення адміністративних центрів та затвердження територій територіальних громад Вінницької області», увійшло до складу Барської міської громади.
19 липня 2020 року, в результаті адміністративно-територіальної реформи та ліквідації Барського району, село увійшло до складу Жмеринського району.

## Пам'ятки
У селі є пам'ятки:
- Довготривала вогнева споруда[4], 1931—1934. Пам'ятка розташована за 1,5 км на північ від села;
- Довготривала вогнева споруда[5], 1931—1934. Пам'ятка розташована на південній окраїні села;
- Довготривала вогнева споруда[6], 1931—1934. Пам'ятка розташована за 1,5 км на південь від села;
- Довготривала вогнева споруда[7], 1999. Пам'ятка розташована за 1 км на південний схід від села;
- Довготривала вогнева споруда[8], 1931—1934. Пам'ятка розташована за 2 км на південний схід;
- Довготривала вогнева споруда[9], 1931—1934. Пам'ятка розташована за 1,5 км на південь від села;
- Довготривала вогнева споруда[10], 1931—1934. Пам'ятка розташована 2,5 км на південний схід.